# Andrew Bryniarski
Andrew Bryniarski (Filadelfia, Pensilvania, 13 de febrero de 1969) es un actor y fisicoculturista estadounidense de origen ruso, conocido por interpretar a Leatherface en la nueva adaptación de The Texas Chainsaw Massacre, así como a Zangief en la película de lucha y acción Street Fighter: La última batalla. Mide 1,97 m y pesa aproximadamente 127 Kg.

## Filmografía
- 1990: Dragonfight -- Espectador en pelea de bar
- 1991: El gran halcón -- Butterfinger
- 1991: Necessary Roughness -- Wyatt Beaudry
- 1992: Batman Returns -- Charles "Chip" Shreck
- 1993: The Program -- Steve Lattimer
- 1994: Street Fighter -- Zangief
- 1995: Higher Learning -- Knocko
- 1995: Cyborg 3: The Recycler -- Jocko
- 1999: Command & Conquer: Tiberian Sun (videojuego) -- Sargento Nod
- 1999: Any Given Sunday -- Patrick 'Madman' Kelly
- 2001: Pearl Harbor -- Joe
- 2002: Scooby-Doo -- Secuaz de la caverna
- 2002: Black Mask 2: City of Masks -- Iguana
- 2003: Rollerball -- Halloran
- 2003: 44 Minutes: The North Hollywood Shoot-Out -- Larry Eugene Phillips, Jr.
- 2003: The Texas Chainsaw Massacre -- Thomas "Leatherface" Hewitt
- 2005: The Curse of El Charro -- El Charro
- 2005: Bachelor Party Vegas -- Security Beast
- 2006: The Texas Chainsaw Massacre: The Beginning -- Thomas "Leatherface" Hewitt
- 2006: Seven Mummies -- Blade
- 2008: Stiletto -- Killer
- 2008: Chasing 3000 -- Gang Member
- 2008: Dracula's Guest -- Conde Drácula
- 2010: Mother's Day -- Quincy, Sanitation Worker #2
- 2011: Hallow Pointe -- Johnny